# Frithiof Strömberg
Anders Wilhelm Frithiof Strömberg, född 25 augusti 1878 i Stockholm, död 6 juni 1911 på samma plats, var en svensk skådespelare och operasångare (baryton).

## Biografi
Frithiof STrömberg var son till Helmer Strömberg. Efter sångstudier bland annat för fadern scendebuterade han 1902 på Kungliga Teatern som Valentin i Faust. Han tillhörde Kungliga Teatern 1903–1906 och 1908–1911- 1906–1908 var han anställd vid Oscarsteatern.
Han hörde också till de flertaliga operasångare som av Charles Magnusson och Gustaf Linden engagerades att agera i några av de allra tidigaste svenska spelfilmerna. Som sångare har han beskrivits som i besittning av en mindre säker röst, men i gengäld av desto större "dramatisk nerv" i sitt framförande.
Strömberg avled av skador han ådragit sig under en stridsscen i Wilhelm Peterson-Bergers opera Arnljot, i vilket han spelade huvudrollen.
Han gifte sig 1906 med Kerstin Sundbaum.

## Filmografi (urval)
- 1911 – Järnbäraren
- 1910 – Regina von Emmeritz och Konung Gustaf II Adolf
- 1910 – Emigrant
- 1910 - Bröllopet på Ulfåsa

## Teater

### Roller (ej komplett)
| År   | Roll           | Produktion                                                         | Regi        | Teater        |
| ---- | -------------- | ------------------------------------------------------------------ | ----------- | ------------- |
| 1907 | Doktor Mirakel | Hoffmans äventyr Jacques Offenbach, Jules Barbier och Michel Carré | Emil Linden | Oscarsteatern |